# 珠芽画眉草
珠芽画眉草（学名：Eragrostis bulbillifera），又名肯氏畫眉草，为禾本科画眉草属的植物。分布在日本、东南亚地区、台湾岛以及中国大陆的福建、江苏、浙江、湖北、安徽等地，生长于海拔130米至600米的地区，多生长在路边、山坡以及田边，目前尚未由人工引种栽培。